# 小野木重勝
小野木 重勝（おのぎ しげかつ）は、戦国時代から安土桃山時代にかけての武将、大名。豊臣氏の家臣。丹波国福知山城主。官位は従五位下・縫殿助。諱は公郷（きみさと）、または重次、公知、国方とも。

## 生涯

### 出自と前歴
重勝の出身地は中六人部の田野（現在の京都府福知山市）とされ、『福知山市史』では赤井直正によって滅ぼされた福岡城主・兎ノ木（うのぎ）縫殿介の一族と推定している。また、異説として重勝は波多野秀治の旗本であったが、主君・秀治を裏切った功績によって福知山城を与えられたともいう（『古今武家盛衰記』）。

### 秀吉時代の活躍
重勝は早くから羽柴秀吉の家人となり、天正元年（1573年）9月、近江長浜付近で250貫文を与えられ、後に黄母衣衆や大母衣衆に抜擢された。
天正12年（1584年）の小牧・長久手の戦いに従軍し、伊勢国神戸城や山城国淀城を守備、翌天正13年（1585年）7月13日、秀吉の関白就任に際して従五位下・縫殿助に叙任された。
天正15年（1587年）の九州征伐では後詰として羽柴秀勝に従軍し、翌天正16年（1588年）には豊前国巌谷城を攻撃した。
天正17年（1589年）4月の聚楽第行幸の際には秀吉の前駆を務め、同年12月には寺西正勝とともに美濃国郡上郡の検知を行った。
翌天正18年（1590年）、小田原征伐に従軍。
天正20年（1592年）の文禄の役では朝鮮に渡海し、晋州城攻撃に参加した。
文禄3年（1594年）の春には伏見城の普請を分担、この当時丹波福知山城主として3万1千石を領していたが、のちに4万石に加増された。

### 関ヶ原
慶長5年（1600年）の関ヶ原の戦いでは西軍に属して大坂城下の鰻谷町橋を警備、7月20日には細川幽斎が守る田辺城攻めの総大将となり、丹波・但馬の諸大名を中心とした総勢1万5000人もの軍勢を率いて田辺城を包囲した。この包囲戦は2ヶ月近くに及ぶが、後陽成天皇の勅命によって、9月13日に幽斎は田辺城を開城し、西軍の前田茂勝に城を明け渡した。
しかし9月15日の本戦で西軍が敗北すると重勝は田辺城から撤退するが、やがて細川忠興率いる5,300人もの軍勢に福知山城を攻撃される。その後、徳川家康の使者として派遣された山岡道阿弥の仲裁によって降伏開城すると、井伊直政を通じて助命を乞うたが許されず、丹波亀山の寿仙院にて自害した。『改正三河後風土記』によると、重勝の首は大坂に送られた後、大罪の者であるとして、京の三条河原に梟首されたという。

## 逸話
- 文禄の役において忠州城を攻撃した際、重勝は足軽以下に鉄製の笠を着用させたので、後に「小野木笠」と呼ばれた（『常山紀談』）[13]。

## 妻
- 重勝には2人の妻がおり、1人はジョアンナの洗礼名を持つキリシタンで、小西マグダレナとともに侍女として高台院に仕えていた。また、生家が公家であったためか、優れた閨秀歌人としても知られていた[19]。もう1人の妻は島清興の娘で、はじめは秀吉の侍女であったが、後に受洗してシメオンと称した。しかし夫が自刃したとの知らせを聞くと、彼女は辞世の句を詠んだ後、他の者に頼んで命を絶ったという[20]。また、東京国立博物館所蔵のロザリオは彼女の所有物と推定されている[4]。